# Благовещенское (Архангельская область)
Благове́щенское — село в Вельском районе Архангельской области. Административный центр муниципального образования «Благовещенское».

## История
Первые упоминания о селе Благовещенское были сделаны в 1619 году по делу судромского попа Дмитрия, где отмечались «Великая слобода» и приход Благовещенский, в котором была построена первая таможня. Позднее в писцовых книгах важских воевод в 1642 году записано: «В великом слободском стане на реке Устья стоит погост Благовещенский, хозяйств — 48 и 2 вдовы бездетные». В 1670 году были гостиный двор, 118 лавок и 45 амбаров, 53 избы, 2 таможенных конторы, 3 церкви, 2 колодца. Гостиный двор шириной 82 сажени (185 м) и длиной 101 сажень (215 м).
В 1708 году Пётр I своим указом образовал Архангельскую губернию, в составе которой образована Благовещенская волость. Шенкурский уезд был выделен из Важской области и присоединён к Вологодской губернии по именному указу императрицы Екатерины II в 1780 году. В состав Архангельской губернии Шенкурский уезд вошёл в 1784 году. 12 декабря 1798 года указом императора Павла I в состав Архангельской губернии были включены 7 уездов: Архангельский, Кольский, Мезенский, Онежский, Пинежский, Холмогорский и Шенкурский.
По данным на 1 января 1926 года село Благовещенское было центром Благовещенской волости Шенкурского уезда Архангельской губернии. В 1929 году село Благовещенское вошло в состав Ровдинского района Северного края. С 1959 года — в Вельском районе Архангельской области.

## Географическое положение
Село расположено в 60 км на север от Вельска, в 11 км от федеральной автотрассы М8 «Холмогоры», на левом берегу реки Устья (приток Ваги).
Часовой пояс
Благовещенское, как и вся Архангельская область, находится в часовой зоне МСК (московское время). Смещение применяемого времени относительно UTC составляет +3:00.

## Население
| 2002 | 2010 | 2012  | 2014  |
| ---- | ---- | ----- | ----- |
| 1043 | ↘939 | ↗1017 | ↗1086 |

## Инфраструктура
Предприятия, расположенные на территории села (со среднесписочной численностью работников) на 1 января 2014 года:
- ОАО "Важское" (250);
- Участок Вельских электрических сетей" (5);
- Лесничество (4);
- ОПС Благовещенское (3).

В селе расположена электрическая подстанция производственного отделения «Вельские электрические сети» ПС 110/10 № 201 Благовещенск, питающая все населённые пункты муниципального образования «Благовещенское». Введена в эксплуатацию в 1975 году, оснащена двумя трансформаторами по 2.5 МВА.

## Достопримечательности
Церковь Благовещения Пресвятой Богородицы — в нынешнем виде церковь построена в 1817 году на месте двух сгоревших в ночь с 30 на 31 июля 1806 года деревянных церквей — Благовещенской с пределом преподобного Варлаама Хутынского и Преображенской, девятиглавой, с приделами Петра и Павла и святого пророка Захария. Строительство начато 13 июня 1807 года. Церковь была пятиглавой и двухэтажной, имела четыре престола — на нижнем этаже Благовещенский (освящён в 1817) и Евдокиевский (освящён в 1818г), на верхнем этаже Преображенский (освящён в 1820 году) и Петропавловский (освящён в 1822 году). В 1929 году купола были сброшены. Сама церковь использовалась как кафе, пекарня и магазин. В 2000 году храм передан верующим.
Церковь Александра Невского — деревянная, обшитая тёсом церковь. Построена в 1881—1886 годах на средства местных жителей в память императора Александра II. Для постройки использовался материал Флоро-Лаврского храма, который существовал на этом месте с 17-18 веков. В 1929 году церковь была закрыта и передана под клуб.